# 슈투트가르트 과학 일러스트레이터 데이터베이스 1450–1950
슈투트가르트 과학 일러스트레이터 데이터베이스 1450–1950(Stuttgart Database of Scientific Illustrators 1450–1950, 줄여서 DSI)는 인쇄술이 발명된 약 1450년부터 1950년까지 출판된 과학 저작물을 그린 사람들의 서지 데이터 온라인 저장소이다. 후자의 마감일은 현재 활동 중인 일러스트레이터를 제외하기 위해 선택되었다. 이 데이터베이스에는 해부학, 천문학, 식물학, 동물학, 의학 일러스트레이션 등 다양한 분야에서 활동한 사람들이 포함된다.
이 데이터베이스는 슈투트가르트 대학교에서 호스팅한다. 내용은 영어로 표시되며 무료로 액세스할 수 있다. 2023년 10월 현재, 데이터베이스에는 13,000명 이상의 일러스트레이터가 포함되어 있다. 이 사이트는 20개 필드를 통해 검색할 수 있다.
추가 항목 또는 수정 사항에 대한 제안은 일반인이 제출할 수 있지만, 포함되기 전에 편집 검토를 거쳐야 한다.

### 추가 문헌
- Hentschel, Klaus (2012년 10월 3일). “The Stuttgart Database of Scientific Illustrators 1450–1950: Making the Invisible Hands Visible” (PDF). 《Spontaneous Generations: A Journal for the History and Philosophy of Science》 6 (1): 182–191. doi:10.4245/sponge.v6i1.17156.
- Hentschel, Klaus; Himmel, Torsten (2018). 〈Die Stuttgarter Database of Scientific Illustrators 1450-1950 (DSI)〉.   Peggy Bockwinkel; Beatrice Nickel; Gabriel Viehhauser. 《Digital Humanities. Perspektiven der Praxis》 (독일어). Berlin.